# Jadav Payeng
Padma Shri Jadav "Molai" Payeng (în limba assamese: যাদৱ পায়েং, n. 1963 în Assam) este un activist ecologist indian și lucrător forestier din Jorhat, Assam.
Este cunoscut pentru faptul că a împădurit singur 550 de hectare.
Timp de mai multe decenii, a plantat arbori pe un banc de nisip de pe malul fluviului Brahmaputra.
Mai mult, a transformat această regiune aridă într-un habitat pentru animale mici și păsări.
În 2015, pentru meritele sale a fost decorat cu medalia „Padma Shri”.